# Marieta Ilcu
Marieta Ilcu (* 16. Oktober 1962 in Darabani, Volksrepublik Rumänien) ist eine ehemalige rumänische Leichtathletin, die sich auf den Weitsprung spezialisiert hat.

## Leben
Den ersten Erfolg in ihrer Weitsprungkarriere konnte sie 1987 feiern, als sie in Zagreb den Weitsprungwettbewerb der 14. Universiade  mit einer Weite von 6,81 m gewinnen konnte.
Bei den Leichtathletik-Hallenweltmeisterschaften 1989 in Budapest belegte sie mit 6,86 m Platz 2 hinter Galina Tschistjakowa aus der Sowjetunion.
Marieta Ilcu erreichte im gleichen Jahr mit 7,08 m ihre persönliche Bestleistung im Weitsprung.
Eine weitere Silbermedaille gewann Ilcu bei den Leichtathletik-Europameisterschaften 1990 in Split. Ihre Bestweite betrug hier 7,02 m. Sie unterlag nur der Deutschen Heike Drechsler.
1991 Ilcu startete  bei den Hallenweltmeisterschaften, die in Sevilla ausgetragen wurden. Mit 6,74 m belegte sie Platz 3 hinter Laryssa Bereschna aus der Sowjetunion und Heike Drechsler.
Ein weiteres Finale erreichte Marieta Ilcu bei den Leichtathletik-Weltmeisterschaften 1991 in Tokio. Ihre Bestweite von 6,72 m reichte für Platz 6.
Im Folgejahr unterlag Ilcu der für die GUS startenden Bereschna bei den Leichtathletik-Halleneuropameisterschaften 1992 in Genua. Ihre Bestweite war hier 6,74 m.
Auch bei den Olympischen Spielen 1992 in Barcelona ging Ilcu an den Start. Sie scheiterte jedoch an der Qualifikationsweite von 6,75 m und schied mit 6,46 m aus.
Einen letzten Erfolg konnte sie dann bei den Leichtathletik-Hallenweltmeisterschaften 1993 in Toronto verbuchen. Sie gewann den Weltmeistertitel mit einer Weite von 6,84 m vor der Deutschen Susen Tiedtke und der Russin Inessa Krawez.